# Dorymyrmex amazonicus
Dorymyrmex amazonicus (лат.) — вид мелких муравьёв рода Dorymyrmex из подсемейства подсемейства долиходерины (Dolichoderinae, Leptomyrmecini). Обитатель открытых безлесных регионов Нового Света, разрушенных в результате вырубок (эндемик Колумбии, Amazonas, Leticia).

## Описание
Длина рабочих муравьёв составляет около 4 мм. Основная окраска тела светло-коричневая (голова и скапус красновато-коричневые; боковые края клипеуса и жвалы желтовато-коричневые; жевательный край мандибул тёмно-коричневый; мезосома, ноги, петиоль и брюшко желтовато-коричневые). Длина головы рабочих (HL) 1,00—1,04 мм; ширина головы (HW) — 0,92—0,96 мм. Длина скапуса усика (SL): 1,06-1,08 мм.
Усики самок и рабочих 12-члениковые (у самцов антенны состоят из 13 сегментов). Нижнечелюстные щупики 6-члениковые, нижнегубные щупики состоят из 4 сегментов. Третий максиллярный членик вытянутый и равен по длине вместе взятым 4+5+6-м сегментам. Жвалы рабочих с 6-9 зубцами; с крупным апикальным зубцом (он значительно длиннее субапикального). Голени средних и задних ног с одной апикальной шпорой. Заднегрудка с проподеальным зубцом, направленным вверх. Стебелёк между грудкой и брюшком состоит из одного сегмента (петиоль). Развит псаммофор. Жало отсутствует.  Вид был впервые описан в 2011 году американскими мирмекологами Фабианой Куэццо (Fabiana Cuezzo; Аргентина) и Роберто Гуэрреро (Roberto J. Guerrero; Колумбия)
.